# Старий Новий рік (фільм, 2011)
«Старий Новий рік» (правильна назва «Переддень Нового року» (англ. New Year's Eve), оскільки події фільму відбуваються 31 грудня і не мають ніякого відношення до Старого Нового року) — американська комедія 2011 року режисера Гаррі Маршалла. 
У фільмі знімався акторський ансамбль зіркових виконавців.

## Короткий сюжет
Різні люди з різними проблемами перетинаються в останній день року у Нью-Йорку, намагаючись, як заведено, розв'язати всі проблеми до півночі, щоб не переносити їх у новий рік: вмираюча в лікарні літня людина; секретарка, що вирішила здійснити дані собі обіцянки; продюсерка знаменитого новорічного шоу на Таймс Сквер; людина, яка взагалі ненавидить це свято.

## У ролях
| Актор                | Роль             |
| -------------------- | ---------------- |
| Геллі Беррі          | медсестра Емі    |
| Джессіка Біл         | Тесс Бірн        |
| Сет Маєрс            | Гріффін Бірн     |
| Сара Полсон          | Грейс Шваб       |
| Тіль Швайґер         | Джеймс Шваб      |
| Кетрін Гейґл         | Лаура            |
| Сара Джессіка Паркер | Кім Дойл         |
| Мішель Пфайфер       | Інгрід Візерс    |
| Гіларі Свонк         | Клер Морган      |
| Ебігейл Бреслін      | Гейлі Дойл       |
| Карла Гуджино        | доктор Моррісет  |
| Черрі Джонс          | місіс Роуз Ахерн |
| Кетрін Макнамара     | Лілі Боуман      |
| Ліа Мішель           | Еліза            |
| Алісса Мілано        | медсестра Мінді  |

| Актор           | Роль                      |
| --------------- | ------------------------- |
| Зак Ефрон       | Пол Дойл, кур'єр          |
| Джон Бон Джові  | Денієл Дженсен            |
| Ludacris        | Брендан, офіцер поліції   |
| Меттью Бродерік | містер Бюллертон          |
| Роберт Де Ніро  | Стен Гарріс               |
| Джош Демел      | Сем Ахерн молодший        |
| Гектор Елізондо | Лестер Комінскі           |
| Джейк Т. Остін  | Сет Андерсон              |
| Джеймс Белуші   | ліфтер                    |
| Майкл Блумберґ  | мер Нью-Йорка             |
| Кері Елвес      | доктор                    |
| Ештон Кутчер    | Ренді                     |
| Джон Літгоу     | Джонатан Кокс             |
| Рассел Пітерс   | Суніл                     |
| Раян Сікрест    | ведучий телевізійного шоу |

## Український дубляж
Студія: Постмодерн
Тип: Дублювання
З цим дублюванням фільм був у кінопрокаті — 50 фільмокопій та 30 цифрових носіїв, усі з дублюванням українською мовою.
Перекладач: Юрій Олійник
Режисерка дублювання: Катерина Брайковська
Звукорежисер: Олександр Мостовенко
Керівниця проєкту: Катерина Фуртас
Ролі дублювали:
- Джон Бон Джові — Андрій Мостренко
- Джош Дюамель — Андрій Твердак
- Зак Ефрон — Андрій Федінчик
- Кері Елвіс — Михайло Тишин
- Меттью Бродерік — Олег Лепенець
- Ештон Кутчер — Іван Розін
- Сара Джессіка Паркер — Олена Яблучна
- Тіль Швайґер — Володимир Терещук
- Карла Ґуджіно — Наталія Ярошенко
- Рассел Пітерс — Юрій Ребрик
- Геллі Беррі — Наталя Романько-Кисельова
- Лудакріс — Дмитро Гаврилов
- Раян Сікрест — Роман Чупіс

А також: Катерина Сергеєва, Ксенія Любчик, Ірина Ткаленко, Юлія Перенчук, Катерина Брайковська, Олена Узлюк, Ольга Радчук, Дмитро Вікулов, Катерина Буцька, Юрій Кудрявець, Анатолій Пашнін, Михайло Кришталь.

## Критика
Фільм отримав негативні відгуки критиків. На Rotten Tomatoes його оцінки 7% на основі 142 відгуків від критиків і 45% від більш ніж 50 000 глядачів. Фільм отримав п'ять номінацій на кінопремію Золота малина. Попри все це, він був помірно успішним в прокаті, зібравши 142 мільйони $.